# شلدره
شلدره، روستایی است از توابع بخش دودانگه شهرستان ساری در استان مازندران ایران

## وجه تسمیه
نام این روستا «شِلدره ( sheldare)بر وزن دلبره است که در لغت‌نامه ی دهخدا به نادرست شُلدره آمده‌است.این روستا امروزه به سبب داشتن چند چهره ی فرهنگی و دانشگاهی و فعالیت‌های علمی - تحقیقی آنان مرکز فرهنگی و فرهنگ شهر فریم خوانده می‌شود.
این روستا از شرق به روستای کرچا ،از غرب به روستای محمد آباد ،از جنوب به روستای کهنه ده و از شمال به روستای امام زاده علی پیوند می یابد.
در باره ی نام این روستا دکتر اکبری شلدره می نویسد: « واژهٔ شِلدره ، راکه تاکنون دربارهٔ اش درنگ‌ها داشته‌ام ، به گمانم می‌شود به گونه‌های زیر تفسیرکرد:
الف - ترکیبی از دو واژهٔ «شِل » و «دَره»است . شِل در گویش منطقه دودانگه به معنای نهال درخت است مثلاً سه شل یعنی نهال سیب ،و کلمه ی «دره» به معنای «هست و وجوددارد» می‌باشد ،بنابراین واژهٔ شلدره به معنای مکانی که نهال دارد ،نهالستان.
ب- شِل در قدیم به معنای نوعی سلاح آهنی بوده‌است و شلدره یعنی جایی که سلاح آهنی در آن موجود است.
پ- به سبب این که رودی در جنوب این روستا جاری است برخی بر این باورندکه شلدره ترکیبی از واژهٔ شل و دره به معنای درّهٔ سُست ولرزان است.البته اگر این معنا را بپذیریم تلفظ آن نیز متفاوت خواهد بود.یعنی همان تلفظی که شکل فارسی شدهٔ آن را در دهخدا و نادرستی آن را نیز یادآور شده‌ایم....»

## مردم
مردم این روستا از قومیت طبری (مازندرانی) هستند.
مردم این روستا به گویش ساروی از زبان مازندرانی سخن می‌گویند.

## جمعیت
این روستا در دهستان فریم یا پریم در حدود 65 کیلومتری جنوب شهر ساری قرار دارد و براساس آخرین سرشماری مرکز آمار ایران که در سال ۱۳۹۵ صورت گرفته، جمعیت آن ۱۷۰نفر بوده‌است.